# Черешова градина
„Черешова градина“ е български игрален филм (драма) от 1979 година на режисьора Иван Андонов, по сценарий на Николай Хайтов. Оператор е Пламен Вагенщайн. Художник е Ангел Ахрянов. Музиката във филма е композирана от Симеон Пиронков.

## Актьорски състав
- Петър Слабаков – Диньо Марков, партийния секретар
- Никола Тодев – Савата, председателят, брат на Витка и шурей на Диньо
- Мария Статулова – Витка Маркова
- Стоян Гъдев – Горчев, наречен Гочо „Бомбата“, приятел на Диньо
- Ани Петрова – др. Борисова, учителка
- Георги Русев – Паунчо Патровото, училищния прислужник
- Георги Черкелов – Ламбрев
- Надя Тодорова – Мария
- Домна Ганева – др. Пейчева, учителка
- Панайот Янев – Трифчо
- Ламби Порязов - Тодьо
- Иван Янчев - др. Мичев, от просветата
- Катя Тодорова - Величка
- Илия Секулов - Митко, шофьора на камиона
- Васил Тонев - Кантарджиев
- Анета Генова - Ганка
- Лидия Вълкова - Борисова (глас)